# نقل الدم
نقل الدم أو الصفق أو الإصفاق هي عملية نقل الدم أو مواد أخرى مشتقة من الدم من شخص إلى الدورة الدموية إلى شخص آخر، ويمكن أن ينقذ نقل الدم الحياة في بعض الحالات، مثل فقدان كمية كبيرة من الدم بسبب صدمة، أو يمكن استخدامه لتحل محل الدم المفقود أثناء الجراحة. ويمكن أن يستخدم نقل الدم أيضا لعلاج فقر الدم الحاد أو نقص الصفيحات الدموية الناجمة عن أمراض الدم. ويحتاج الأشخاص الذين يعانون من الهيموفيليا أو الخلايا المنجلية المرض إلى عمليات نقل دم متكررة. واستخدمت عمليات نقل الدم الأولى الدم كاملا، ولكن الممارسات الطبية الحديثة عادة تستخدم فقط مكونات من الدم.
وفي اللغة العربية يدعى نقل الدم الصفق

## تاريخ
أول عملية نقل دم بشرية موثقة بشكل كامل قام بها جان باتيست دينيس في 15 يونيو 1667.
قام جين بابتيست دينيس بنقل دم خروف إلى فتى في الخامسة عشرة من عمره.

## خلايا الدم
تكون الدم من عدة أنواع من الخلايا التي تسبح في البْلازما. تتكون البلازما من الماء بصورة رئيسية مع بعض المواد الكيميائية. ومن هذه المواد الكيميائية الكولسترول والبروتينات والهرمونات والأملاح المعدنية والفيتامينات والسُّكر. ويُدعى السكر الموجود في الدم باسم الجلوكوز (سُكر العِنَب).
في الدم ثلاثة أنواع أساسية من الخلايا:
خلايا الدم الحمراء
خلايا الدم البيضاء
الصُّفَيحات

## الزُّمَر الدموية
وهناك أنماط من الزُّمَر الدموية، مثل A أو B أو AB أو O. إن كلاً من الحرفين A و B يشير إلى وجود بروتين مُحدد موجود على خلايا الدم الحمراء.
إن الأشخاص الذين يملكون البروتين A تكون زمرة دمهم A، والذين عندهم البروتين B تكون زمرة دمهم B، أما الذين عندهم البروتين A والبروتين B معاً فتكون زمرة دمهم AB. وأما الأشخاص الذين لا يملكون أياُ من هذين البروتينين فإن زمرة دمهم تكون O.
يوجد بروتين آخر على بعض خلايا الدم الحمراء اسمه بروتين ريسوس (RH). يُدعى الأشخاص الذين لديهم هذا البروتين «إيجابيو RH». ويُدعى الذين ليس لديهم هذا البروتين «سلبيو RH». تُستخدم إشارتا الزائد (+) والناقص (-) للتعبير عن الإيجابية والسلبية.
يُمكن أن تكون أي زمرة من الزمر الدموية (A أو B أو AB أو O) سلبية أو إيجابية. هذا يعني وجود ثماني زمر دموية مختلفة.
وفيما يلي الزمر الدموية الثمانية:
A سلبي: A-
A إيجابي: A+
B سلبي: B-
B إيجابي: B+
سلبي: O-
إيجابي: O+
AB سلبي: AB-
AB إيجابي: AB+ 

## الإستخدامات الطبية

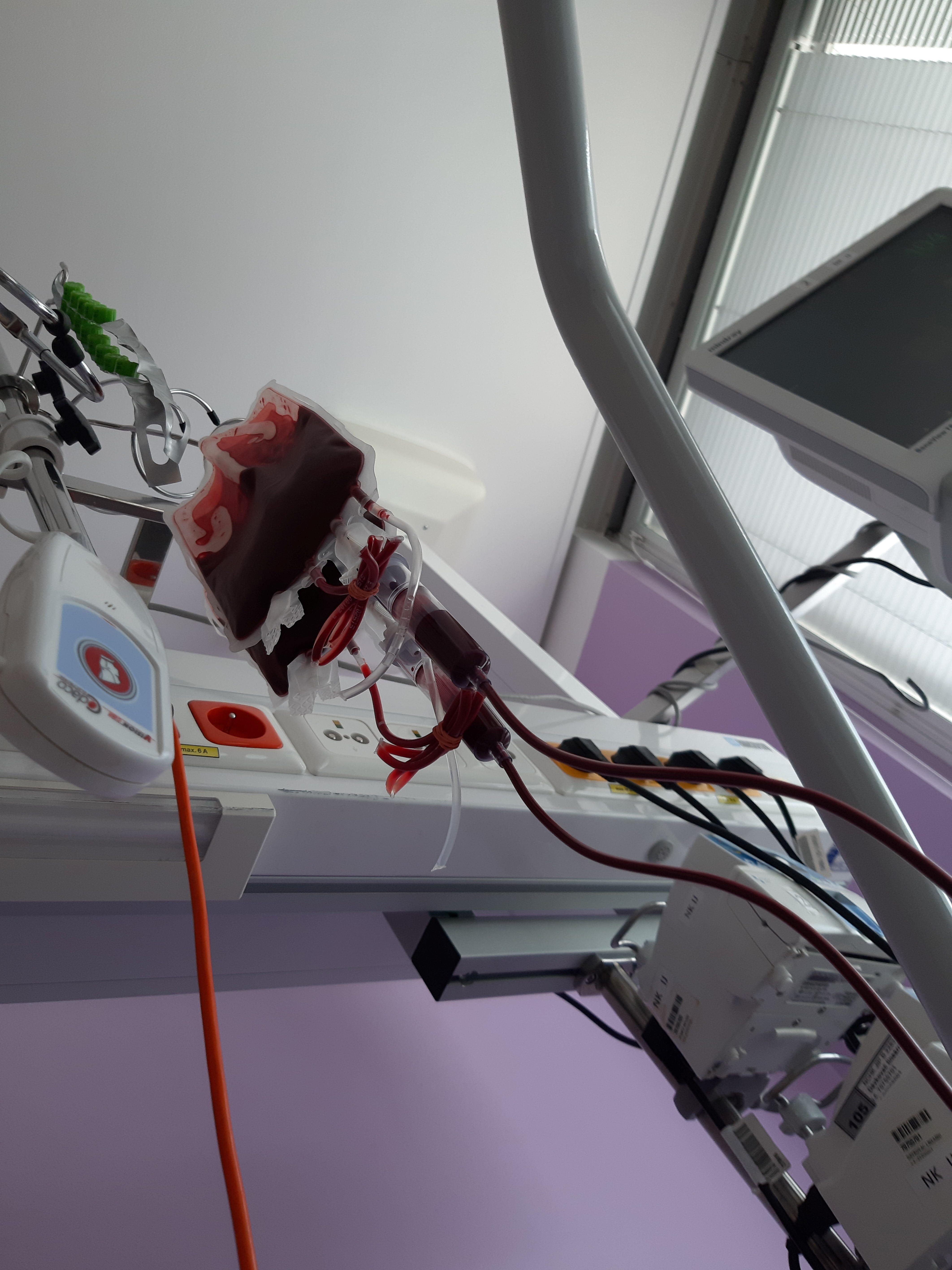
الدم المعلب أثناء عملية نقل الدم

### نقل خلايا الدم
من الناحية التاريخية، كان يتم أخذ عملية نقل كرات الدم الحمراء في الاعتبار عندما يقل منسوب الهيموغلوبين عن 100 جرام/لتر أو ينخفض منسوب الهيماتوكريت عن % 30. ونتيجة أن كل وحدة موفرة من الدم تحتوي على مخاطر، أنه يتم استخدام مستوى حدّي من 70 ل 80 جرام\لتر لما أظهرت من نتائج أفضل للمرضى. إدارة وحدة مفردة من الدم هو المعتاد للمرضى في المستشفى الذين لا ينزفون، ذلك العلاج يليه إعادة تقييم، وأخذ الأعراض وتركيز الهيموغلوبين في الاعتبار. قد يحتاج المرضي الذين يعانون من ضعف في نسبة تشبع الأكسجين إلى كمية أكبر من الدم. ويرجع التحذير الاستشاري بنقل الدم فقط في الحالات التي تعاني من أنيميا شديدة إلى وجود أدلة تشير أن نقل كميات أكبر من الدم تؤدي إلى تفاقم النتائج. وقد يؤخذ نقل الدم للأشخاص الذين يعانون من أعراض المرض القلبي الوعائي كألم في الصدر، أو ضيق في التنفس في عين الاعتبار. في الحالات التي يعاني فيها المرضى من انخفاض مستويات الهيموغلوبين بسبب نقص الحديد، ولكن تبقى حالة القلب والأوعية الدموية مستقرة، يفضل استخدام مكملات الحديد استناداً إلى الفعالية والسلامة. يتم إعطاء المرضى منتجات دم أخرى عند الاقتضاء، مثل: لعلاج قصور التجلط.

## المعالجات البديلة
لا يوجد حتى الآن أيُّ بديل صُنْعي عن الدم البشري.
لقد طَوَّر الباحثون مُستحضرات طبية يُمكنها أن تَحل محل بعض أجزاء الدم. وهناك أدوية تُساعد المرضى على زيادة إنتاج بعض الخلايا الدموية. وهذا ما يؤدي إلى تقليل حاجة المريض إلى إجراء نقل الدم.
أثناء العمليات الجراحية يُحاول الجراحون تقليل كمية الدم التي يفقدها جسم المريض بحيث تقلّ حاجته إلى نقل الدم. وهم يقومون أحياناً بجمع الدم النازف من المريض من أجل إعادته إليه من جديد.

## المخاطر
إن نقل الدم إجراء آمن جداً، لكن المضاعفات يمكن أن تحدث. ومن الأفضل أن يتعرف المريض عليها تحسُّباً لحدوثها.
ويشرح الطبيب لمريضه ما قد يصاحب نقل الدم من المخاطر والفوائد، كما يستعرض معه البدائل المتاحة لنقل الدم. ويمكن للمريض أن يسأل فريق الرعاية الصحية إذا كان لديه أية استفسارات حول ذلك.
في بعض الأحيان قد يصاب المريض بتفاعل تحسسي من الدم المنقول إليه، وقد يحدث ذلك حتى عند إعطائه زمرة الدم الصحيحة. وتتراوح هذه التفاعلات التحسسية بين معتدلة وخطيرة. ومن بين علامات التفاعلات التحسسية: القلق، وألم الظهر أو الصدر، وازدياد سرعة ضربات القلب، وانخفاض ضغط الدم، واضطراب التنفس، والحُمَّى، والرعدة، والغَثَيان.
ويمكن للطبيب أن يعطي مريضه دواءً يوقف التفاعلات التحسسية. وعلى المريض أن يخبر طبيبه إذا كان قد سبق له أن أصيب بتفاعلات تحسسية عند نقل الدم إليه. وعندها سيعمل الطبيب كل ما بوسعه لضمان سلامة مريضه.
وقد يستمر الألم والازْرِقاق في مكان إدخال الإبرة الوريدية أياماً عديدة بعد إجراء نقل الدم.
إن كل الدم الذي يستخدم في نقل الدم يتم اختباره بدقة للتأكد من أنه آمن للاستخدام في نقل الدم. وذلك لأن الفيروسات والأمراض المعدية، مثل الإيدز، يمكن أن تنتقل عبر نقل الدم. إن التعرض للعدوى بفيروس أو مرض بسبب عملية نقل الدم أمر مستبعد كثيراً، لكنه يُمكن أن يحدث.
يُصاب بعض الأشخاص بارتفاع في درجة الحرارة في اليوم الذي يتم فيه نقل الدم إليهم. والسبب هو استجابة أجسامهم لخلايا الدم البيضاء في الدم الذي تلقوه. ويمكن أيضاً أن يحدث ذلك بسبب المواد الحافظة المُستخدمة في بنوك الدم. يُمكن عادةً مُعالجة ارتفاع درجة الحرارة بأدوية تُباع من غير وصفة طبية.
إن التعرض لنقل الدم مرات عديدة يمكن أن يُفضي إلى تراكم الحديد في الدم. وهذا ما يُمكن أن يؤذي الكبد والقلب وأجزاء أخرى من الجسم. ويحدث ذلك عند الأشخاص الذين يتطلب وضعهم الصحي الإكثار من نقل الدم إليهم.
في حالات نادرة، يُمكن أن يُسَبب نقل الدم إصابة في الرئة ينتج عنها اضطراب في التنفس. وعادة ما يحدث هذا خلال ست ساعات من إجراء نقل الدم. يقوم فريق الرعاية الصحية بمراقبة المريض مراقبة مباشرة من أجل الانتباه إلى علامات تفاعل نقل الدم ومعالجتها على الفور.

## الأشخاص الذين يتمكنون من التبرع بالدم
العمر 17-70 سنة، الوزن أكثر من 50 كيلو، الفاصل الزمني للتبرع الحد الأدنى 12 أسبوع في السنة وأقصى حد هو 3 تبرعات.

## الأشخاص الذين يمنعوا من القيام بعميلة التبرع
الحوامل والمرضعات ومرضى القلب ومرضى الجهاز التنفسي، متعاطي الأنسولين بشكل يومي «مرضى السكري»، مرضى الكلى المزمنة، ارتفاع نسبة الكحول في دم، متعاطوا مخدرات وغيرها.

## إجراءات ما قبل نقل الدم
يجب أن تبقى وحدات الدم مبردة لمنع نمو البكتيريا وإبطاء عملية الأيض الخلوية. وأن تبدأ عملية نقل الدم في غضون 4 ساعات بعد أخذ الوحدة، وقبل البدء بربع ساعة من نقل الدم، يتم فحص العلامات الحيوية مثل «درجة الحرارة، ضغط الدم، سرعة التنفس، معدل ضربات القلب للمريض».

## اقرأ أيضاً
- بديل الدم
- اختبار كومبس
- جراحة بلا دم